# Eduard Georg Seler
Eduard Georg Seler (Krosno Odrzańskie, 5 de diciembre de 1849 - 23 de noviembre de 1922) fue un prominente antropólogo alemán, etnohistoriador, lingüista, epigrafista, académico y erudito americanista, quien hizo importantes contribuciones en estos campos hacia el estudio de la época precolombina de las culturas en América. Él es más conocido por sus estudios fundamentales sobre la etnografía y la historia de las culturas en Mesoamérica, para lo cual ha sido considerado como uno de los estudiosos más influyentes sobre Mesoamérica alrededor del siglo XX.

## Fundación Eduard Seler
Se casó con Caecilie Seler-Sachs (1855–1935), quien lo apoyó durante las expediciones e investigaciones, ella es considerada una persona fundamental para el éxito del científico. Las fotos de ella de los templos y pirámides aztecas son aún hoy en día útiles para otros científicos e investigadores. Después de la muerte de su marido, se dedicó a la verificación de sus obras y su publicación.
Actualmente en México y en relación directa desde Alemania, existe la Fundación Eduard Seler para la Investigación Arqueológica y Etnohistórica, Asociación Civil, quien mantiene viva la investigación arqueológica, histórica, antropológica y etnohistórica a través de la Escuela de Educación Superior en Ciencias Históricas y Antropológicas, y dependiente de sus Planes y Programas de la Secretaría de Educación Pública, Dirección General de Educación Superior Universitaria.
Creada el 23 de noviembre de 1992 en la Ciudad de México, ocupando una señorial casa en el antiguo barrio de Coyoacán, la Fundación "Eduard Seler" para la Investigación Arqueológica y Etnohistórica -FES-, es una Asociación Civil sin fines de lucro, dedicada al estudio e investigación del desarrollo del ser humano, en sus vertientes histórica y antropológica.
Inspirada en Eduard Seler, la Fundación enfoca su labor mayoritariamente hacia América, aunque no la limita a ese continente, diversifica el trabajo sustantivo en áreas que abarcan la detección y registro de las diversas expresiones del patrimonio cultural tangible e intangible, así como su estudio, investigación, restauración, difusión y protección, coadyuvando cuando las circunstancias lo permiten, con las autoridades oficiales en la materia.
Para desarrollar su labor, la Fundación Eduard Seler ha creado diversas estructuras y programas institucionales que le permiten abordar las necesidades sociales detectadas al interior de su ámbito de actuación. Su sede actual se encuentra en el Estado de San Luis Potosí, en la sede central de la Escuela de Educación Superior en Ciencias Históricas y Antropológicas dependiente de la misma FES.
Retomando la iniciativa primordial de Eduard Seler, adelantándose a su tiempo al fundar a principios del siglo XX en la Ciudad de México, la Escuela Internacional de Arqueología y Etnohistoria, la FES crea en noviembre de 1994 en San Luis Potosí, ocupando una antigua edificación de finales del siglo XIX, la Escuela de Educación Superior en Ciencias Históricas y Antropológicas -EESCIHA-, ofreciendo a la comunidad universitaria, los programas académicos de: Licenciatura en Ciencias Históricas, Licenciatura en Ciencias Antropológicas, Especialidad en Historia Antigua de la Huaxteca, Maestría en Historia del Arte Urbano, Maestría en Antropología Cultural, todos ellos reconocidos por el Gobierno Federal Mexicano, a través de su Secretaría de Educación Pública -SEP-.
Algunos de sus fundadores son Dra. Nicola Kuehne Heyder, Mtra. Rosa Mendoza Fenollosa, Q.F.B. Pilar Mendoza Fenollosa, Dr. Alberto Oliart Ross, Dr. Álvaro V. Muñoz Mendoza (Q. E. P. D.), Dr. Joaquín Muñoz Mendoza, Siendo su actual Presidente es el Mtro. Francisco Morales Rodríguez. 
La Fundación Eduard Seler a través de la EESCIHA premia a los mejores promedios escolares de todos los niveles impartidos, con la Medalla "Edmundo O'Gorman a la formación científica." Asimismo dota a alumnos de Licenciaturas y Postgrados a Becas, según su situación económica y nivel académico.